# Stempellina tervolae
Stempellina tervolae är en tvåvingeart som beskrevs av Gilka 2005. Stempellina tervolae ingår i släktet Stempellina och familjen fjädermyggor.
Artens utbredningsområde är Finland. Arten har ej påträffats i Sverige. Inga underarter finns listade i Catalogue of Life.